# Festival Fnac Live
Le Festival Fnac Live est un festival de musique français gratuit qui a lieu en juillet, à Paris, sur le parvis de l'hôtel de ville et dans les salons de la mairie.

## Programmation
Selon le programmateur Benoît Brayer, « notre programmation tend à choisir des artistes qui sont les marqueurs de la scène de l'année écoulée et ceux qui vont faire la scène à venir ». Des artistes et groupes comme Eddy de Pretto, Clara Luciani, Therapie Taxi, Aya Nakamura ou Columbine se produisent.

## Affluence
En 2017, le festival attire près de 90 000 personnes selon les organisateurs.

## Financement
Le festival n'est pas subventionné et son financement est pris en charge par la Fnac.